# Eva Funck
Eva Rose-Marie Funck Beskow, född Åhrlin den 28 maj 1956 i Essinge församling i Stockholm, är en svensk röstskådespelerska, barnprogramledare i TV och dockmakare. Hon är skapare av Höna-Pöna.

## Biografi
Eva Funck är bland annat verksam i det egna bolaget Funck Beskow Produktion AB som är ett produktionsbolag för TV, film och teater.
Eva Funck gifte sig första gången 1975 med Thomas Funck och fick med honom samma år sonen Gustav Funck. Hon är numera gift med Erland Beskow.

## Filmografi
- 1990 – Björnes magasin (TV-serie)
- 1991 – Kalle Stropp och Grodan Boll på svindlande äventyr (röst)
- 2004 – Evas sommarplåster
- 2005 – Evas vinterplåster
- 2006 – Evas funkarprogram
- 2008 – Evas superkoll
- 2010–2017 – Saltön (TV-serie)
- 2011 – Hur många lingon finns det i världen? (TV-serie)
- 2017 – Mysteriet på barnkanalen (TV-serie)
- 2022 – Robbi Robot (TV-serie) (producent)
- 2024 – Knutby (TV-serie)

## Priser och utmärkelser
- Stockholms stads hederspris 2005
- Kristallen 2008 - Det svenska tevepriset - Årets barnprogram 2008
- Reftecs stora pris 2009 - ”…stor insats för morgondagens studenter inom naturvetenskap och teknik.”
- Kunskapspriset 2010 i kategorin "Svenska folkets kunskapsspridare"[1]
- Hedersdoktor i utbildningsvetenskap vid Uppsala universitet 2025[2]